# 16515 Usmanʹgrad
A 16515 Usmanʹgrad (ideiglenes jelöléssel 1990 VN14) a Naprendszer kisbolygóövében található aszteroida. Ljudmila Ivanovna Csernih fedezte fel 1990. november 15-én.